# Schule an der Landskronastraße

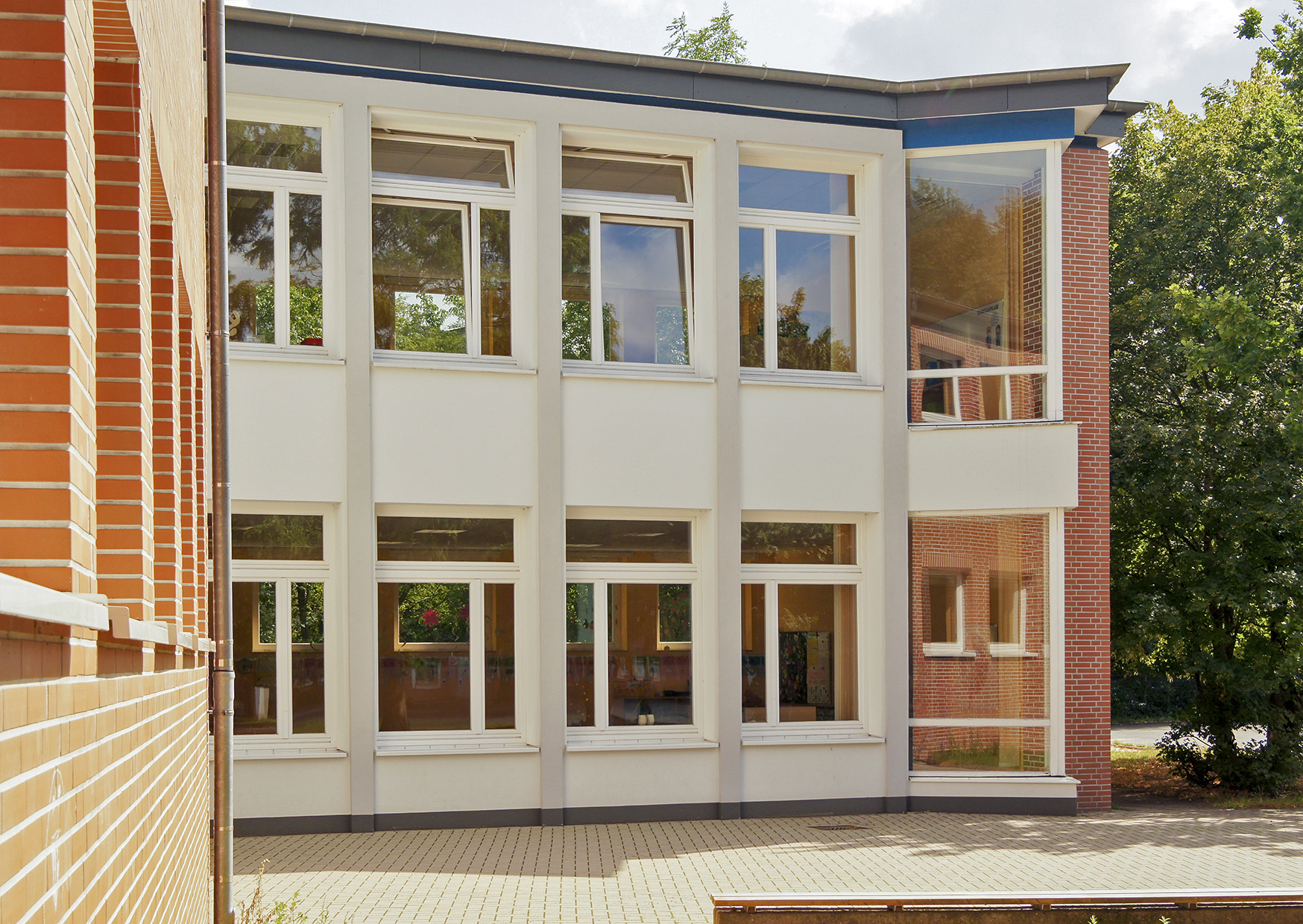
Schule an der Landskronastraße, Klassenpavillon

Die Gebäude der Schule an der Landskronastraße befindet sich in Bremen, Stadtteil Burglesum, Ortsteil Burgdamm, Landskronastraße 46. Die Gebäude entstanden 1963 und 1964 nach Plänen von Rudi Richter und Willi Kläner. 
Das Ensemble steht seit 2014 unter Bremer Denkmalschutz.

## Geschichte
Für das Neubaugebiet Marßeler Feld mit rund 2500 Wohneinheiten, davon 1500 der Gewoba gehören, wurde 1963 und 1964 die Grund- und Hauptschule in der für die Zeit typischen Form inmitten der Wohnbauten auf einem 23.000 m² großen Areal gebaut. Die zweigeschossige Anlage besteht aus dem Hauptgebäude mit einer Halle, zwei Nebengebäuden, drei Klassenpavillone mit je 8 Klassenräumen sowie der Turnhalle und einem eingeschossigen Verbindungsbau. Sie wurde in zwei Bauabschnitt durch die Gewoba als Generalunternehmer realisiert.
Die Bronzeplastik Mutter und Kind von 1964 auf dem Pausenhof stammt von der Bildhauerin Alice Peters, die von 1960 bis 1975 ihre Werke in Bremen schuf.
Die heutige Grundschule hatte 2018 als Ganztagsschule rund 230 Schülerinnen und Schüler. 
Das Landesamt für Denkmalpflege Bremen  befand: „Zudem leistete das Büro Richter & Kläner einen wichtigen Beitrag im Schulbau der Nachkriegszeit.“ 